# العلاقات الإكوادورية اللوكسمبورغية
العلاقات الإكوادورية اللوكسمبورغية هي العلاقات الثنائية التي تجمع بين الإكوادور ولوكسمبورغ.

## مقارنة بين البلدين
هذه مقارنة عامة ومرجعية للدولتين:
| وجه المقارنة                                              | الإكوادور                      | لوكسمبورغ                                                     |
| --------------------------------------------------------- | ------------------------------ | ------------------------------------------------------------- |
| المساحة (كم2)                                             | 283.56 ألف                     | 2.59 ألف                                                      |
| عدد السكان (نسمة)                                         | 16.62 مليون                    | 599.45 ألف                                                    |
| الكثافة السكانية (ن./كم²)                                 | 58.61                          | 231.45                                                        |
| العاصمة                                                   | كيتو                           | لوكسمبورغ                                                     |
| اللغة الرسمية                                             | اللغة الإسبانية، كيشوا ‏، شوار ‏ | اللغة اللوكسمبورغية، لغة فرنسية، اللغة الألمانية              |
| العملة                                                    | دولار أمريكي، سوكري إكوادوري   | يورو، فرنك لوكسمبورغ                                          |
| الناتج المحلي الإجمالي (بليون دولار)                      | 103.06 مليار                   | 62.40 مليار                                                   |
| الناتج المحلي الإجمالي (تعادل القوة الشرائية) بليون دولار | 185.24 مليار                   | 58.13 مليار                                                   |
| الناتج المحلي الإجمالي الاسمي للفرد دولار أمريكي          | 6.21 ألف                       | 101.45 ألف                                                    |
| الناتج المحلي الإجمالي للفرد دولار أمريكي                 | 11.37 ألف                      | 101.93 ألف                                                    |
| مؤشر التنمية البشرية                                      | 0.746                          | 0.892                                                         |
| رمز المكالمات الدولي                                      | +593                           | +352                                                          |
| رمز الإنترنت                                              | .ec                            | .lu                                                           |
| المنطقة الزمنية                                           | 00                             | توقيت وسط أوروبا، ت ع م+01:00، ت ع م+02:00، أوروبا/لوكسمبورج ‏ |

## منظمات دولية مشتركة
يشترك البلدان في عضوية مجموعة من المنظمات الدولية، منها:
| علم المنظمة | اسم المنظمة                        | تاريخ انضمام الإكوادور | تاريخ انضمام لوكسمبورغ |
| ----------- | ---------------------------------- | ---------------------- | ---------------------- |
|             | مؤسسة التنمية الدولية              | 7 نوفمبر 1961          | 4 يونيو 1964           |
|             | يونسكو                             | 22 يناير 1947          | 27 أكتوبر 1947         |
|             | وكالة ضمان الاستثمار متعدد الأطراف | 12 أبريل 1988          | 29 أغسطس 1991          |
|             | الأمم المتحدة                      | 21 ديسمبر 1945         | 24 أكتوبر 1945         |
|             | الفريق المعني برصد الأرض           | ?                      | ?                      |
|             | الاتحاد البريدي العالمي            | ?                      | ?                      |
|             | البنك الدولي للإنشاء والتعمير      | 28 ديسمبر 1945         | 27 ديسمبر 1945         |
|             | الاتحاد الدولي للاتصالات           | 17 أبريل 1920          | 2 مارس 1866            |
|             | منظمة حظر الأسلحة الكيميائية       | ?                      | ?                      |
|             | مؤسسة التمويل الدولية              | 20 يوليو 1956          | 4 أكتوبر 1956          |
|             | منظمة التجارة العالمية             | ?                      | ?                      |
|             | منظمة الشرطة الجنائية الدولية      | ?                      | ?                      |

## وصلات خارجية
- موقع وزارة الخارجية الإكوادورية
- موقع وزارة الخارجية اللوكسمبورغية